# Рипов сан
Рипов сан (фр. La Légende de Rip Van Vinckle; досл. Легенда о Рипу ван Винклу) француски је неми хорор филм из 1905. године, редитеља Жоржа Мелијеса, који уједно тумачи и насловну улогу. Радња прати човека који заспи и пробуди се након 20 година. Радња је инспирисана кратком причом, Рип ван Винкл, аутора Вашингтона Ирвинга.
Филм је објавила Мелијесова продукцијска кућа Star Film Company 1906. године и налази се под редним бројем 756–775. у њеном каталогу. Једна копија филма у боји је сачувана и до данас.

## Радња
Човек по имену Рип ван Винкл легне да одмори и пробуди се 20 година касније...

## Улоге
- Жорж Мелијес као Рип ван Винкл
- Андре Мелијес као дете са фењером